# Windsor (Wisconsin)
Windsor is een plaats (town) in de Amerikaanse staat Wisconsin, en valt bestuurlijk gezien onder Dane County.

## Demografie
Bij de volkstelling in 2000 werd het aantal inwoners vastgesteld op 5286.

## Geografie
Volgens het United States Census Bureau beslaat de plaats een oppervlakte van 79,9 km², waarvan 79,6 km² land en 0,3 km² water.

## Plaatsen in de nabije omgeving
De onderstaande figuur toont nabijgelegen plaatsen in een straal van 16 km rond Windsor.